# Hideki Shirakawa
Hideki Shirakawa (jap. 白川 英樹 Shirakawa Hideki; ur. 20 sierpnia 1936 w Tokio) – japoński chemik, laureat Nagrody Nobla w dziedzinie chemii w 2000. Nagrodę otrzymał wspólnie z Alanem Heegerem i Alanem MacDiarmidem za odkrycie i wkład w rozwój badań polimerów przewodzących.

## Życiorys
Hideki Shirakawa urodził się w Tokio, jako trzecie z pięciorga dzieci lekarza oraz córki kapłana w buddyjskiej świątyni. Ze względu na charakter pracy ojca, przeprowadzali się kilkakrotnie, by w 1944 roku osiąść w Takayama na Honsiu, rodzinnej miejscowości matki. W 1957 Hideki Shirakawa rozpoczął studia w Tokyo Institute of Technology, ukończył je w 1966 roku uzyskując stopień doktora inżynierii.
W 1966 roku rozpoczął pracę w Instytucie Nauk o Materiałach na Uniwersytecie Tsukuba. W 1982 roku został tam profesorem chemii.
Od 1966 roku prowadził badania nad poliacetylenem, w celu opisania mechanizmu polimeryzacji przy użyciu katalizatora Zieglera-Natty. Uzyskiwany produkt miał zazwyczaj postać czarnego proszku, jednakże podczas syntezy wykonanej przez stażystę jesienią 1967 roku, zamiast proszku powstała srebrzysta folia. Przyczyną była znacznie większa ilość użytego katalizatora, Hideki Shirakawa przypuszczał, że w instrukcji przekazanej stażyście popełnił literówkę i napisał mol zamiast mmol. Błąd ten spowodował znaczny wzrost szybkości reakcji i natychmiastową polimeryzację acetylenu na powierzchni katalizatora w postaci folii.
W 1976 roku Hideki Shirakawa wyjechał na rok na Uniwersytet Pensylwanii, aby współpracować z Alanem MacDiarmidem i Alanem Heegerem, których zainteresowały właściwości poliacetylenu otrzymanego przez Shirakawę. Wystawiali polimer na działanie par jodu i bromu, aby otrzymać materiał domieszkowany tymi pierwiastkami. Podczas jednej z takich prób przewodnictwo wzrosło 10 milionów razy, natychmiast po dodaniu bromu, co doprowadziło do zniszczenia sondy pomiarowej.
W 2000 roku Hideki Shirakawa, wraz z  Alanem MacDiarmidem i Alanem Heegerem otrzymali Nagrodę Nobla w dziedzinie chemii za odkrycie i badania nad polimerami przewodzącymi prąd elektryczny.
Został odznaczony, między innymi, japońskim Orderem Kultury w 2000 roku.